# Cyperus reduncus
Cyperus reduncus là loài thực vật có hoa trong họ Cói. Loài này được Hochst. ex Boeckeler mô tả khoa học đầu tiên năm 1868.